# Бок (Передняя Померания)
Бок (нем. Boock) — община в Германии, в земле Мекленбург-Передняя Померания.
Входит в состав района Иккер-Рандов. Подчиняется управлению Лёкниц-Пенкун. Население составляет 609 человек (2009); в 2003 г. — 669. Занимает площадь 12,90 км².
| Год  | Население |
| ---- | --------- |
| 1991 | 631       |
| 1995 | 620       |
| 2000 | 706       |
| 2005 | 649       |
| 2010 | 597       |